# Ariane Mézard
Pour les articles homonymes, voir Mézard.
Ariane Mézard est une mathématicienne française et professeure de mathématiques à Sorbonne-Université et à l'ENS qui travaille en géométrie arithmétique.

## Biographie

### Formation
Ariane Mézard étudie à l'École normale supérieure de Lyon de 1992 à 1996,. Elle obtient son doctorat sous la direction de Roland Gillard à l'Université Joseph Fourier en 1998. Elle reçoit son habilitation en 2005 lors de ses études à l'Université Paris-Sud.

### Carrière
Elle travaille comme postdoc au Mathematical Sciences Research Institute (MSRI) (l'actuel SLMath (en)) et à l'Université de Ratisbonne en 1999 et 2000 respectivement,. Elle est professeure assistante à l'Université Paris-Sud de 2000 à 2006 et occupe également le même poste à l'École normale supérieure de 2005 à 2006,.
De 2006 à 2012, elle est professeure à l'Université de Versailles – Saint-Quentin-en-Yvelines,.
Depuis 2012, elle est professeure de mathématiques à Sorbonne-Université ; et depuis 2016, enseigne à temps partiel à l'École normale supérieure.
En 2023, elle conseille la réalisatrice Anna Novion dans la création de son film Le Théorème de Marguerite,.

## Travaux
Ariane Mézard travaille dans les domaines de la géométrie arithmétique et de la théorie des représentations. Elle contribue au
programme de Langlands dans sa version {\displaystyle p}-adique.
Ce programme vise à construire un lien (une correspondance) entre des objets mathématiques de nature différente : les représentations galoisiennes et les représentations de groupes de matrices.
La conjecture de Breuil-Mézard, énoncée en 2002, a ouvert tout un champ de recherches.

## Publications
- Christophe Breuil et Ariane Mézard, « Multiplicités modulaires et représentations de {\displaystyle \mathrm {GL} _{2}(\mathbf {Z} _{p})} et de {\displaystyle \mathrm {GL} _{2}({\overline {\mathrm {\mathbf {Q} } _{p}}}/\mathrm {\mathbf {Q} } _{p}}) en {\displaystyle \ell =p} », Duke Mathematical Journal, vol. 115, no 2,‎ 1er novembre 2002 (ISSN 0012-7094, DOI 10.1215/S0012-7094-02-11522-1).

## Reconnaissance
De 2010 à 2015, Ariane Mézard est membre junior de l'Institut universitaire de France (IUF),. Au moment de sa nomination à l'IUF, elle est l'une des deux seules femmes parmi ses cinquante membres mathématiciens.
En 2018, elle reçoit le prix Fulbright pour le futur de la Fulbright Association,.
De 2023 à 2028, elle est membre senior de l'IUF .
En mars 2024, Ariane Mézard reçoit un « Venus International Women Award », lors d'une cérémonie à Chennai, en Inde. Ce prix honorifique, décerné par la Venus International Foundation récompense chaque année les travaux et la carrière de femmes scientifiques du monde entier.